# Nachrodt-Wiblingwerde

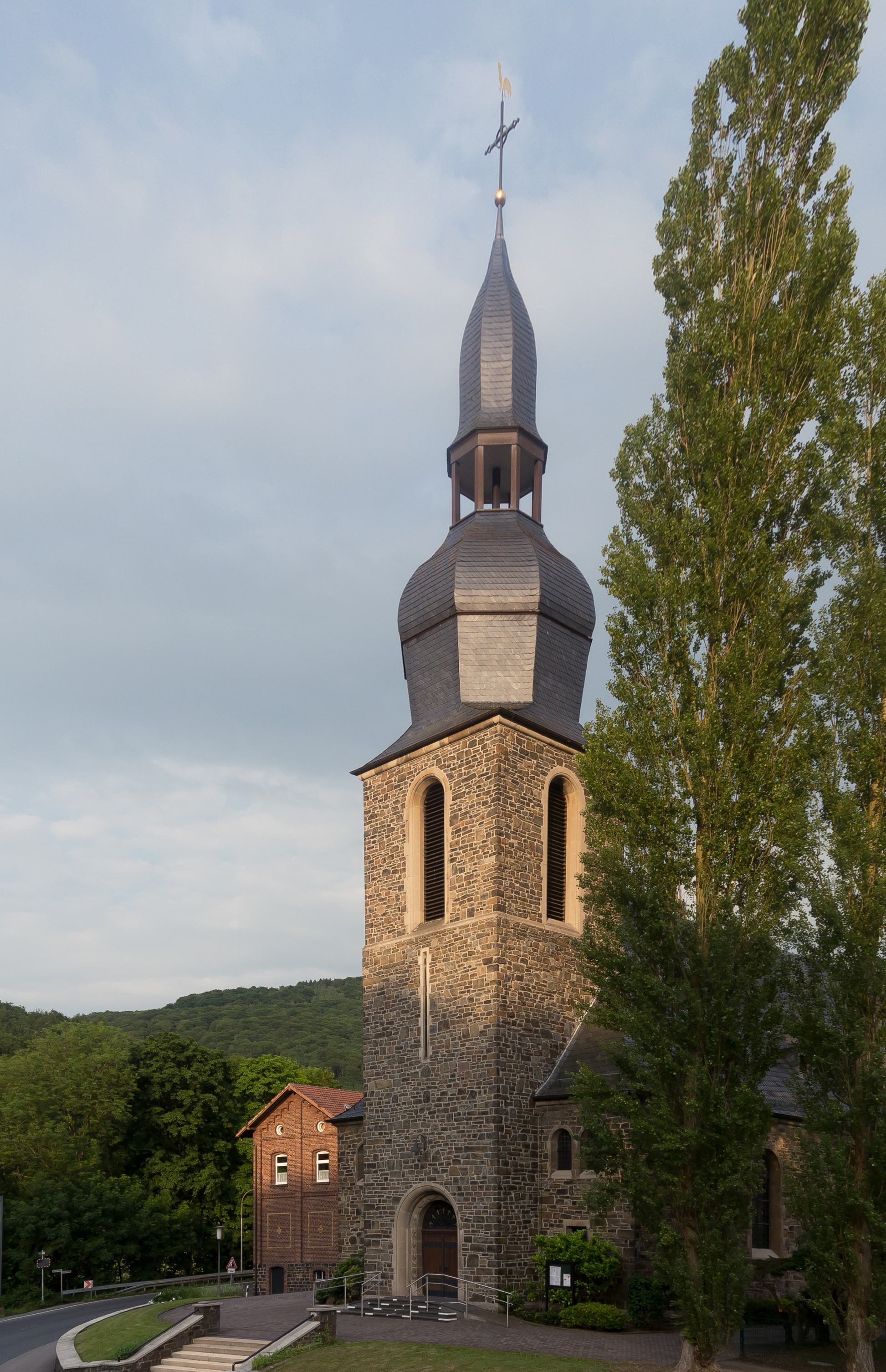
L'église: Kirche Sankt Josef

Nachrodt-Wiblingwerde est une commune de Rhénanie-du-Nord-Westphalie (Allemagne), située dans l'arrondissement de La Marck, dans le district d'Arnsberg, dans le Landschaftsverband de Westphalie-Lippe.